# Berat
Berat (alb. Berati, gr. Βεράτι, Verati, scs. Бѣлградъ) – miasto w środkowej Albanii, nad rzeką Osum. W 2011 roku miejscowość liczyła ok. 36,5 tys. mieszkańców. Od 2015 roku burmistrzem miasta jest Petrit Sinaj.
Berat to ośrodek turystyczny i kulturalny, który określany jest mianem miasta-muzeum. Ze względu na charakterystyczne usytuowanie na stoku wzgórza miejscowość zwana jest „miastem tysiąca okien”. W 2008 roku organizacja UNESCO umieściła Berat na liście światowego dziedzictwa przez rozszerzenie dodanego w 2005 roku wpisu o mieście Gjirokastra.

## Historia
Założone w głębokiej starożytności i zamieszkane przez Ilirów miasto, w II w. p.n.e. zostało zdobyte przez Rzymian i nazwane Antipatrea. W okresie panowania bizantyjskiego miasto nosiło nazwę Pulcheriopolis i było siedzibą biskupa. 
W IX wieku miasto zdobyli Bułgarzy pod dowództwem chana Presjana I i wtedy otrzymało ono słowiańską nazwę Bel[i]grad („Białe Miasto”), po grecku Belegrada (Βελέγραδα), która przetrwała przez całe średniowiecze, zmieniając się na Berat pod panowaniem osmańskim. W 1018 roku bułgarski namiestnik Elemag poddał miasto bizantyjskiemu cesarzowi Bazylemu II Bułgarobójcy i Berat pozostał w rękach bizantyjskich aż do odzyskania miasta przez cara Kołojana i jego Drugie Carstwo Bułgarskie w 1203 r. W XIII wieku przypadło Michałowi I Dukasowi, władcy Despotatu Epiru.
W 1274 roku cesarz bizantyjski Michał VIII Paleolog odbił Berat. W latach 1280–1281 siły sycylijskie pod wodzą Hugona Czerwonego z Sully oblegały Berat, ale w marcu 1281 r. odsiecz z Konstantynopola pod dowództwem Michała Tarchaneiotesa pokonała wojska sycylijskie. 
Około 1345 roku miasto przeszło na krótko w ręce Carstwa Serbskiego. W 1355 roku Berat przeszedł pod zwierzchnictwo despota Wlory Jana Komnesa Asena (1345-1363), a następnie jego syna Aleksandra Komnenosa Asena (1363-1372) i księcia Balšy II (1372-1385). W 1385 roku Berat został zdobyty przez Turków przed bitwą pod Savrą. Do 1396 roku ród Muzaka przejął kontrolę nad Beratem, który stał się stolicą Księstwa Berat. W 1417 Berat stał się częścią Imperium Osmańskiego. W 1455 roku Skanderbeg z siłami liczącymi 14 tys. i niewielką liczbą katalońskich żołnierzy, bezskutecznie próbował zdobyć Berat z rąk osmańskich.
We wczesnym okresie panowania osmańskiego Berat liczył 710 domów. W pierwszej połowie XVI wieku Berat był miastem chrześcijańskim i nie było w nim żadnych muzułmańskich gospodarstw domowych. Pod koniec XVI wieku wzrosła liczba konwersji miejscowej ludności miejskiej Beratu na islam, a część nowo przybyłej populacji stanowili także konwertyci muzułmanie, noszący islamskie imiona i chrześcijańskie nazwiska. Czynniki takie jak zwolnienia podatkowe dla muzułmańskich rzemieślników miejskich w zamian za służbę wojskową sprowadziły do Beratu wielu przybywających muzułmańskich mieszkańców wsi pierwszego pokolenia. Na początku XVII wieku życie miejskie w Beracie zaczęło przypominać wzorce osmańskie i muzułmańskie. Od 1670 r. Berat stał się miastem z większością muzułmańską i spośród 30 dzielnic 19 było zamieszkanych przez muzułmanów. W XIX wieku Sandżak Beratu i miasto znajdowały się pod panowaniem albańskiej rodziny Vrioni.
Od 1835 r. w mieście działała szkoła grecka. W późnym okresie osmańskim populacja Beratu liczyła 10 tys. mieszkańców, przy czym prawosławni liczyli około 5 tys. osób, z czego 3 tys. mówiło językiem arumańskim (dialektem rumuńskiego), a reszta językiem albańskim.
W październiku 1833 r. zamek został otoczony przez 10 tys. ludzi żądających, aby lokalną administracją kierowali Albańczycy. Rząd osmański przyjął prośby rebeliantów i mianował kilku albańskich urzędników w mieście, a także ogłosił amnestię. W sierpniu 1839 roku w Beracie wybuchło nowe powstanie. Mieszkańcy zaatakowali siły osmańskie i oblegli je na zamku. W międzyczasie bunt rozprzestrzenił się na okoliczne regiony. We wrześniu 1839 roku rebelianci zdobyli zamek. W końcu XIX wieku Berat stał się główną bazą oparcia dla Liga Prizreńskiej, albańskiego sojuszu nacjonalistycznego. Podczas I wojny światowej spis ludności przeprowadzony przez austro-węgierskie siły okupacyjne wykazał, że w regionie Berat było 6745 prawosławnych chrześcijan i 20 919 muzułmanów.
W dniach 23–30 października 1944 r. W Beracie odbyła się druga sesja Rady Wyzwolenia Narodowego Albanii z Enverem Hodżą jako ministrem obrony.
W czasach komunizmu Berat stał się miejscem zesłania wewnętrznego osób uznanych za wrogów publicznych i ich rodzin. Od lat 50. XX w. miejscowość pełniła funkcję politycznego ośrodka internowania, którego internowani nie mogli opuścić bez pozwolenia. Do Beratu deportowano także krewnych osób, które uciekły za granicę.

## Zabytki
Źródła: 
- Zamek w Beracie – średniowieczna bizantyjska twierdza
- Meczet Królewski (wybudowany w 1493 r., z freskami pochodzącymi z XVIII w.)
- Meczet Kawalerów
- Biały Meczet
- Czerwony Meczet
- Chanaka Halveti
- Chanaka Rüfai
- Cerkiew św. Michała Archanioła
- Katedra Zaśnięcia Najświętszej Marii Panny
- Cerkiew Trójcy Świętej
- Cerkiew św. Teodora
- Cerkiew Świętych Konstantyna i Heleny
- Cerkiew Najświętszej Marii Panny Vllahernës
- Cerkiew św. Demetriusza
- Cerkiew św. Spirydona
- Zamek iliryjski w Goricy
- Most Gorica (z 1780 r.)

Działa tu także Muzeum Ikon Onufrego, prezentujące m.in. dzieła miejscowego ikonopisa, mistrza Onufrego.
Na wschód od miasta znajduje się Park Narodowy Tomor.

## Galeria

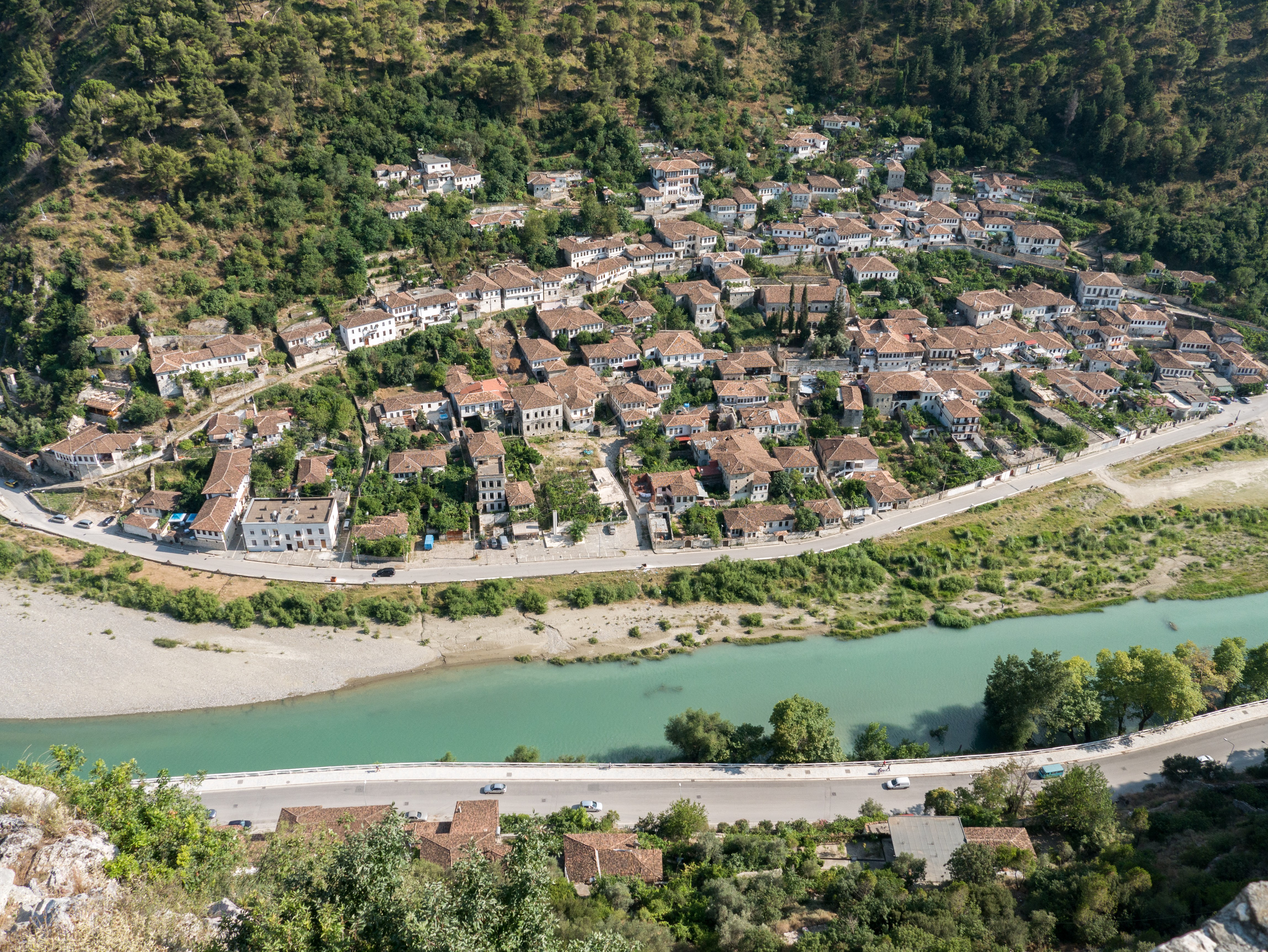
Dolne miasto w Beracie
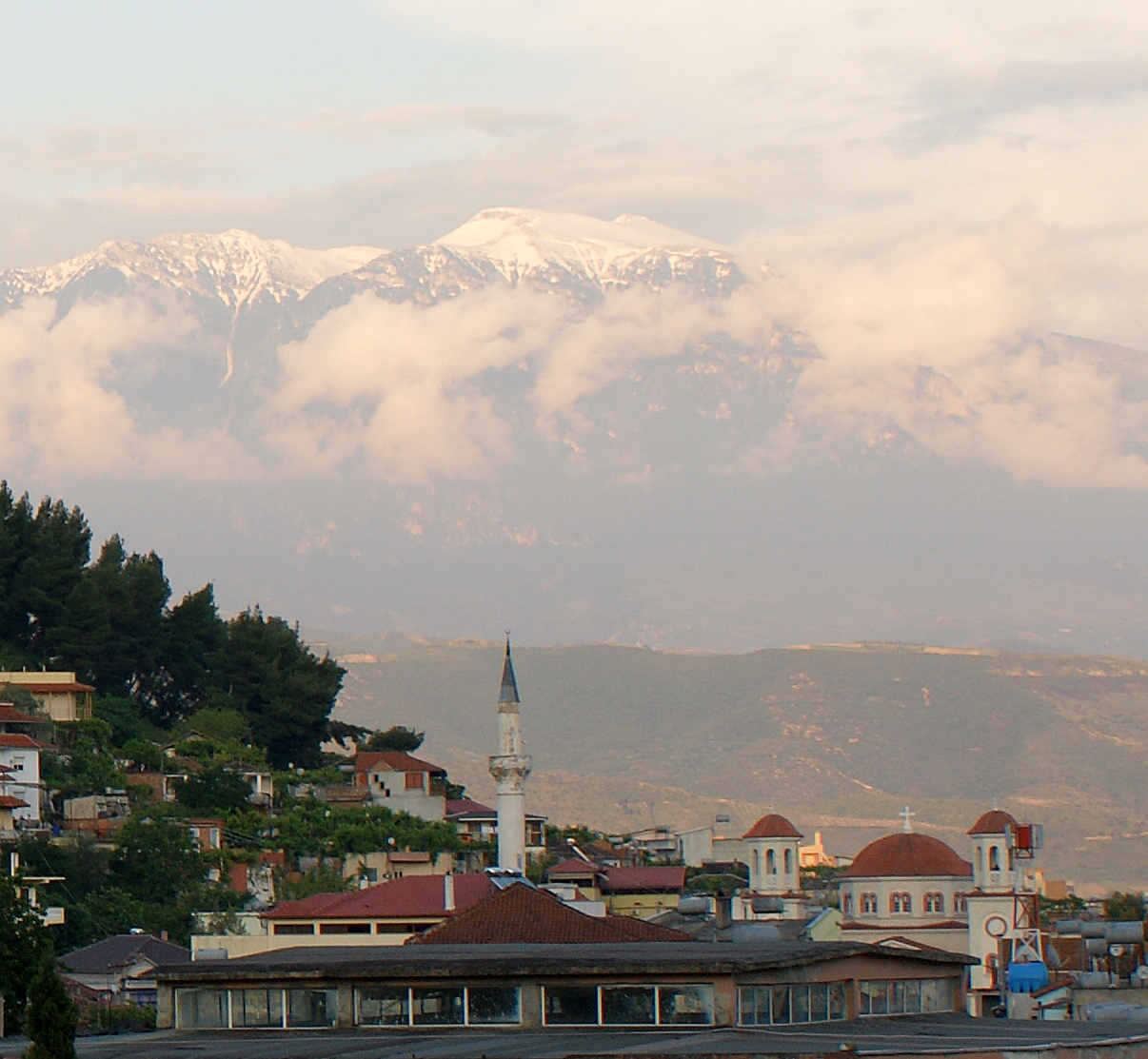
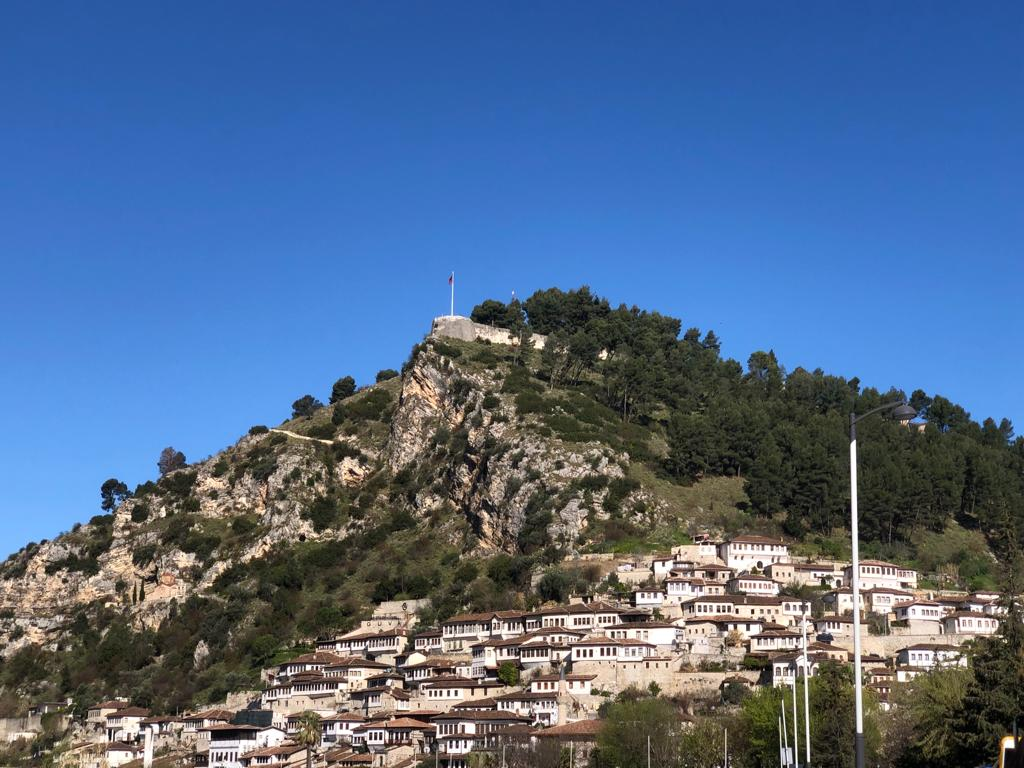
Dolne miasto pod zamkiem
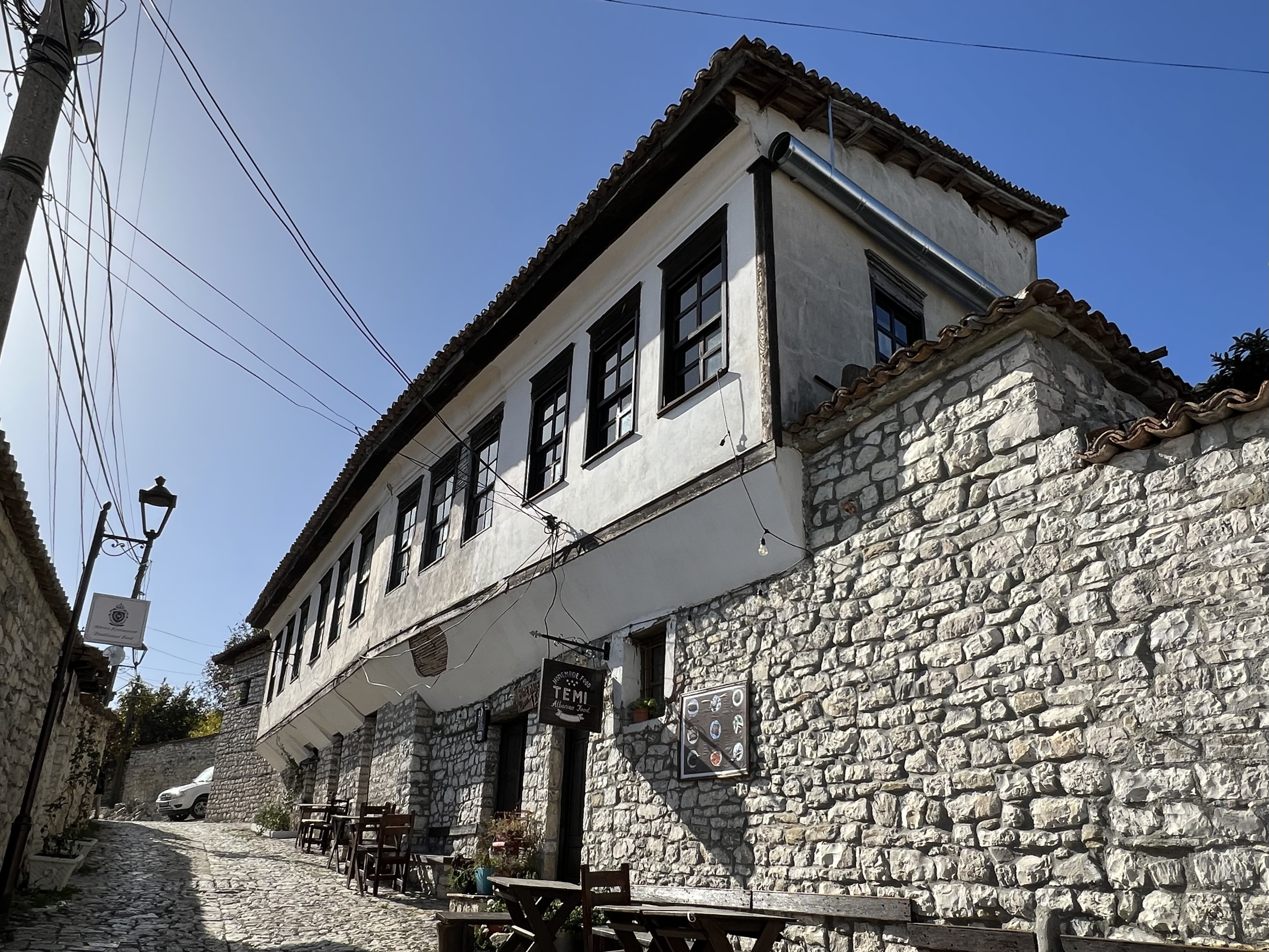
Wieża zegarowa
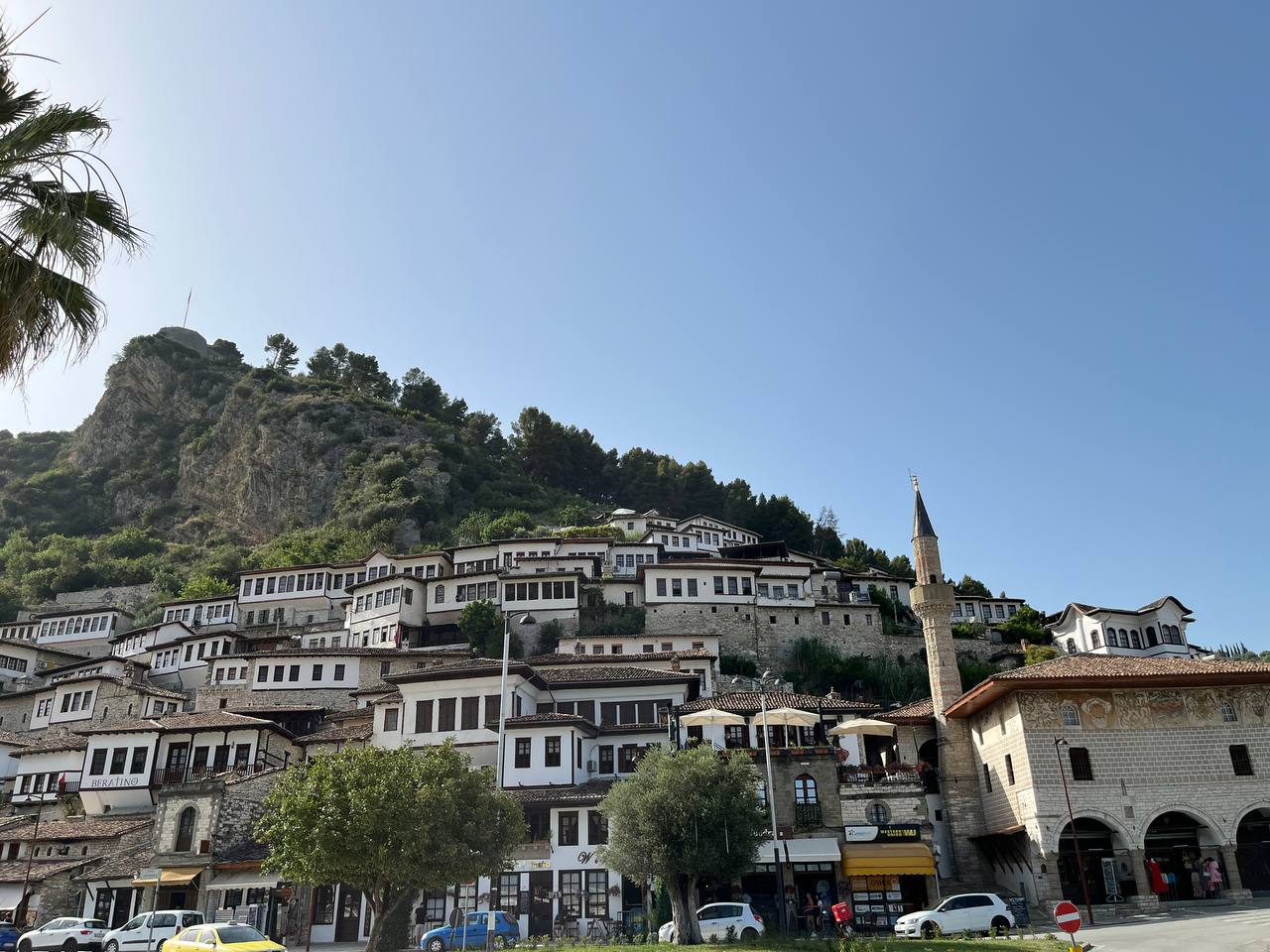
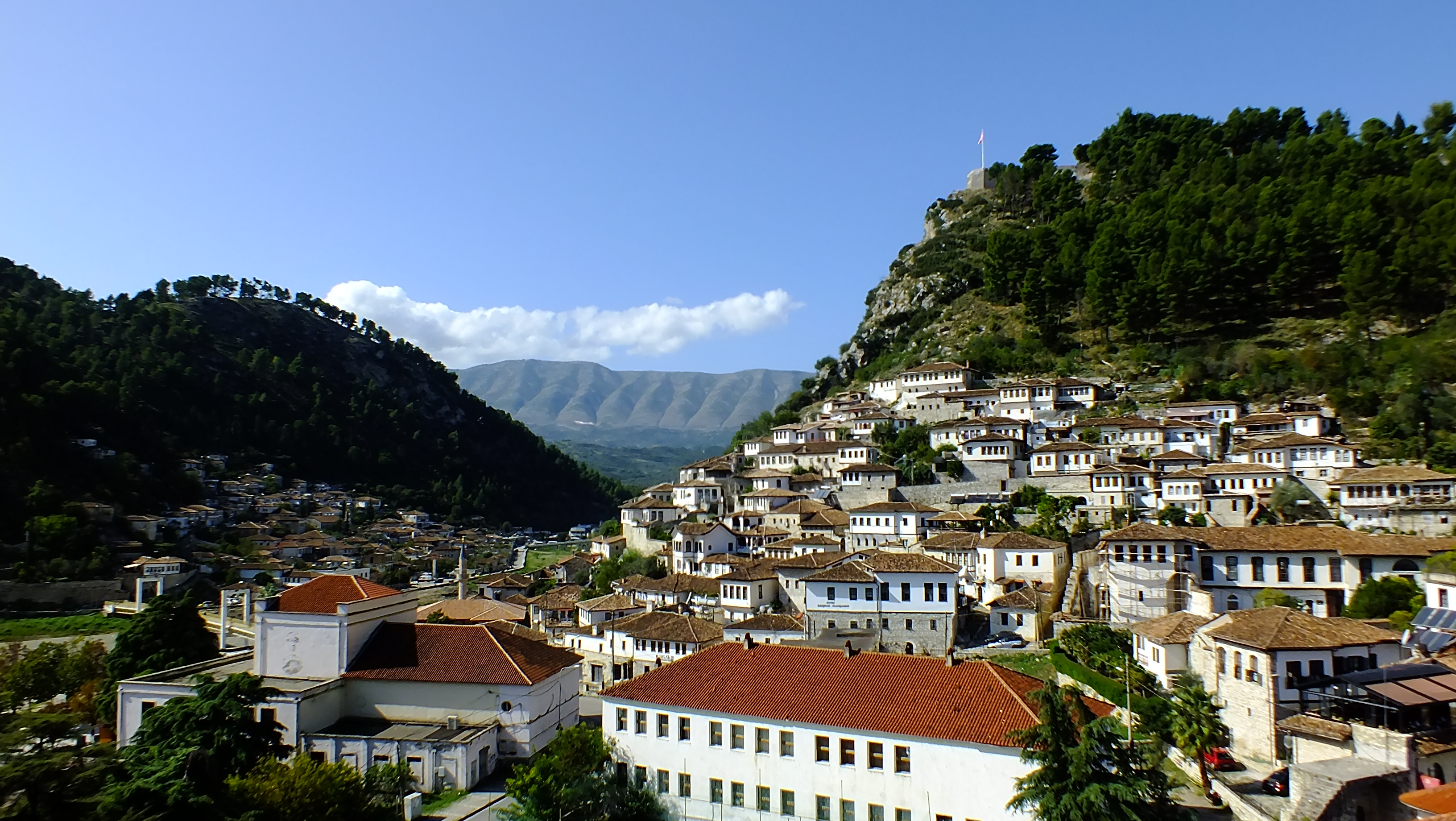
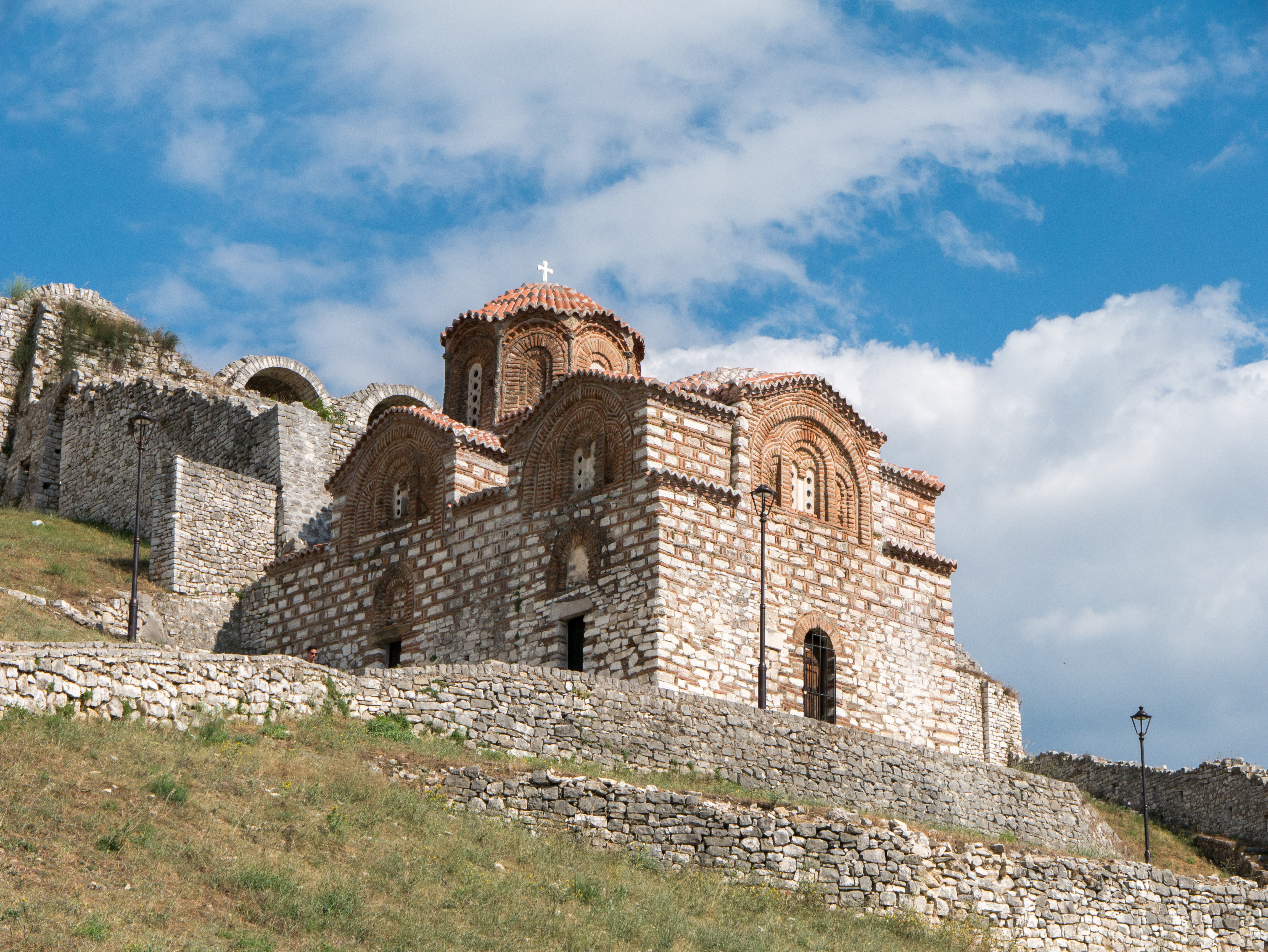
Cerkiew
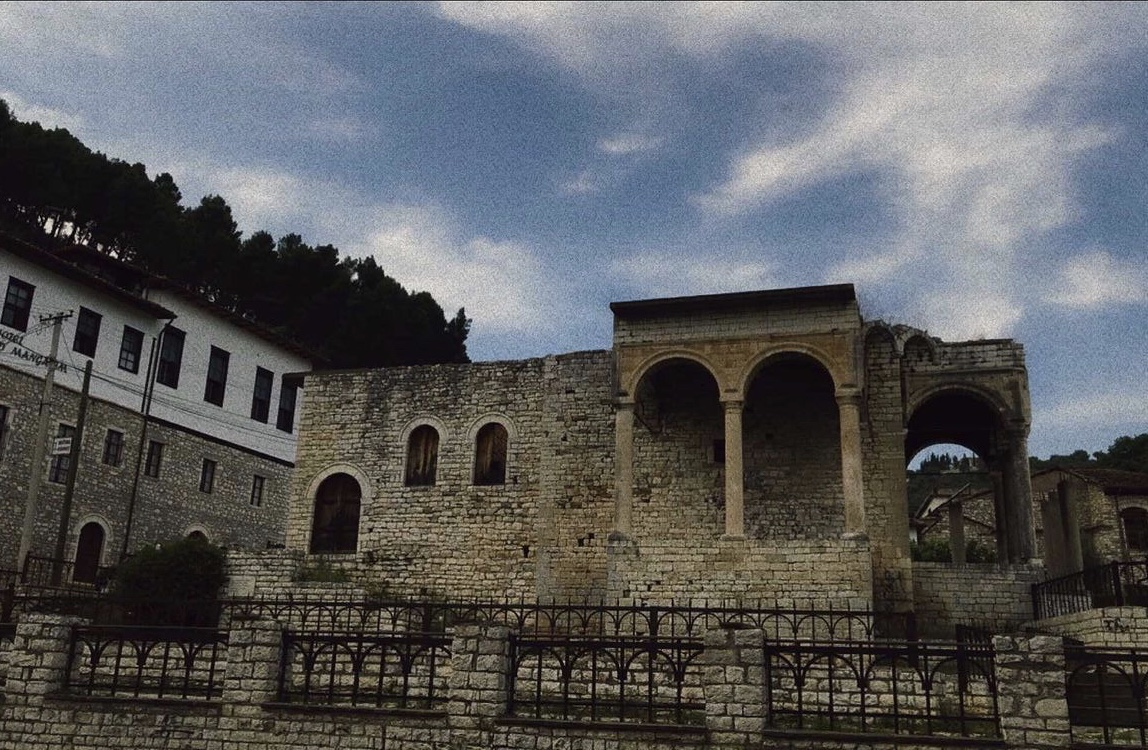
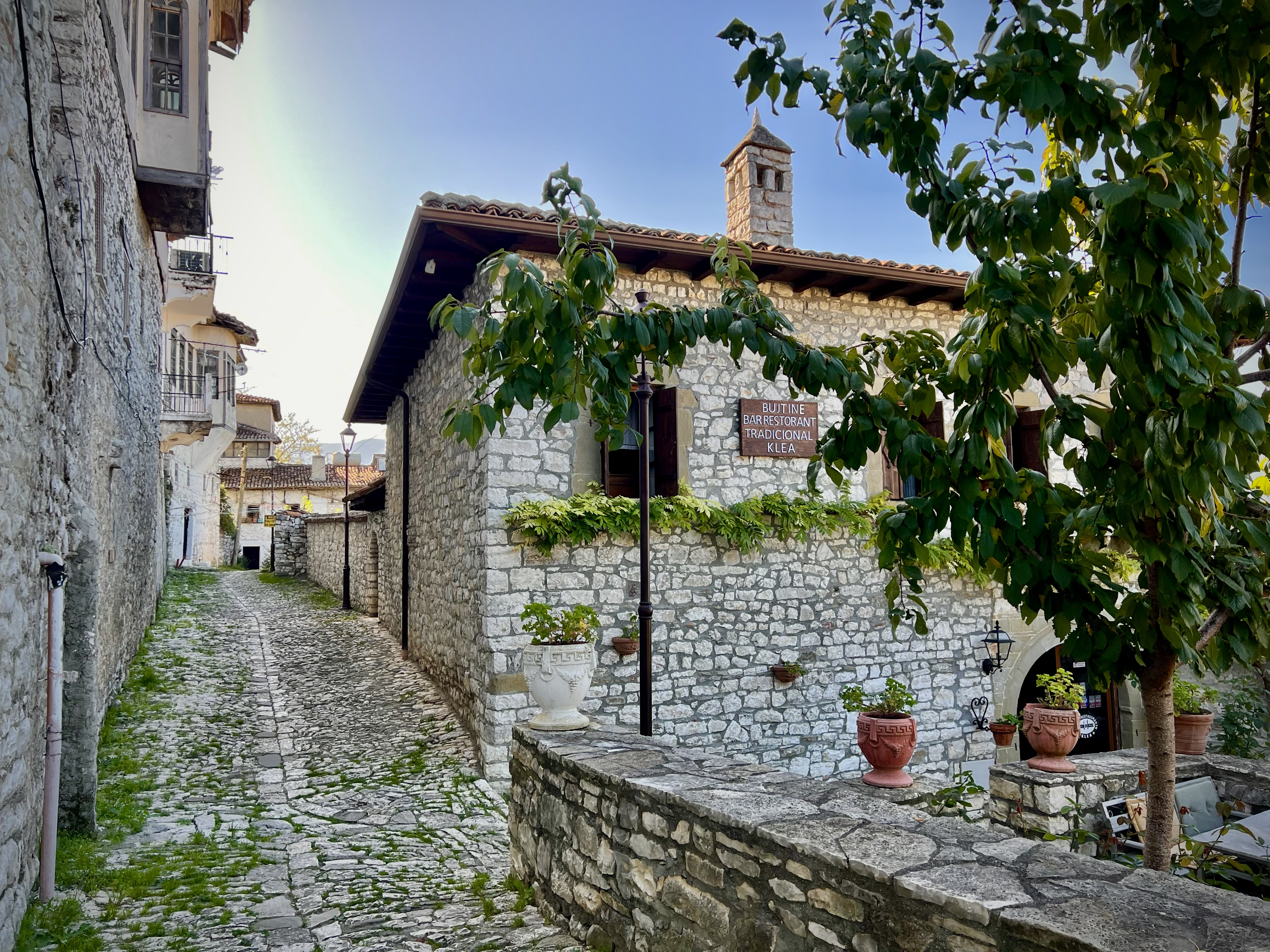
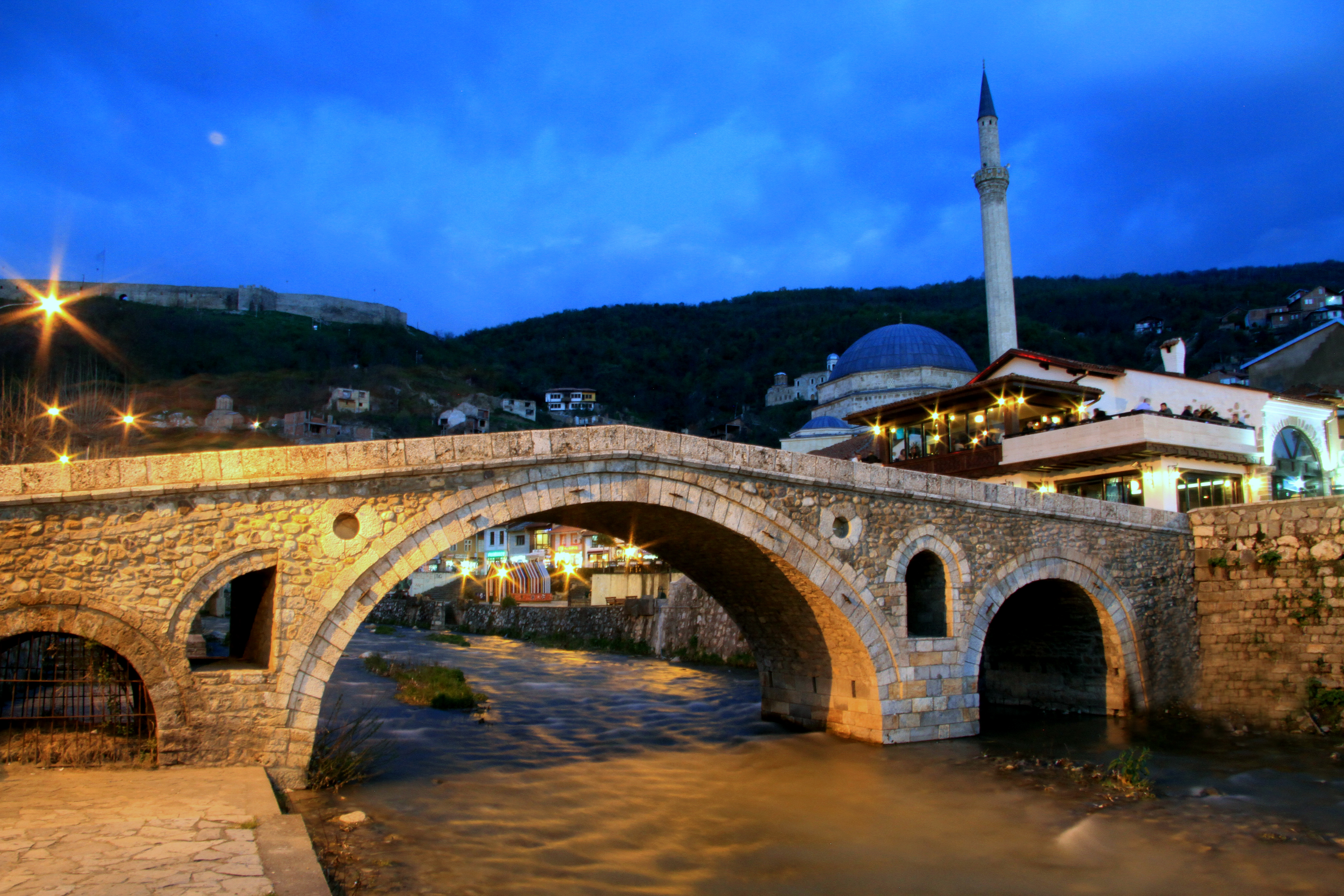
Most
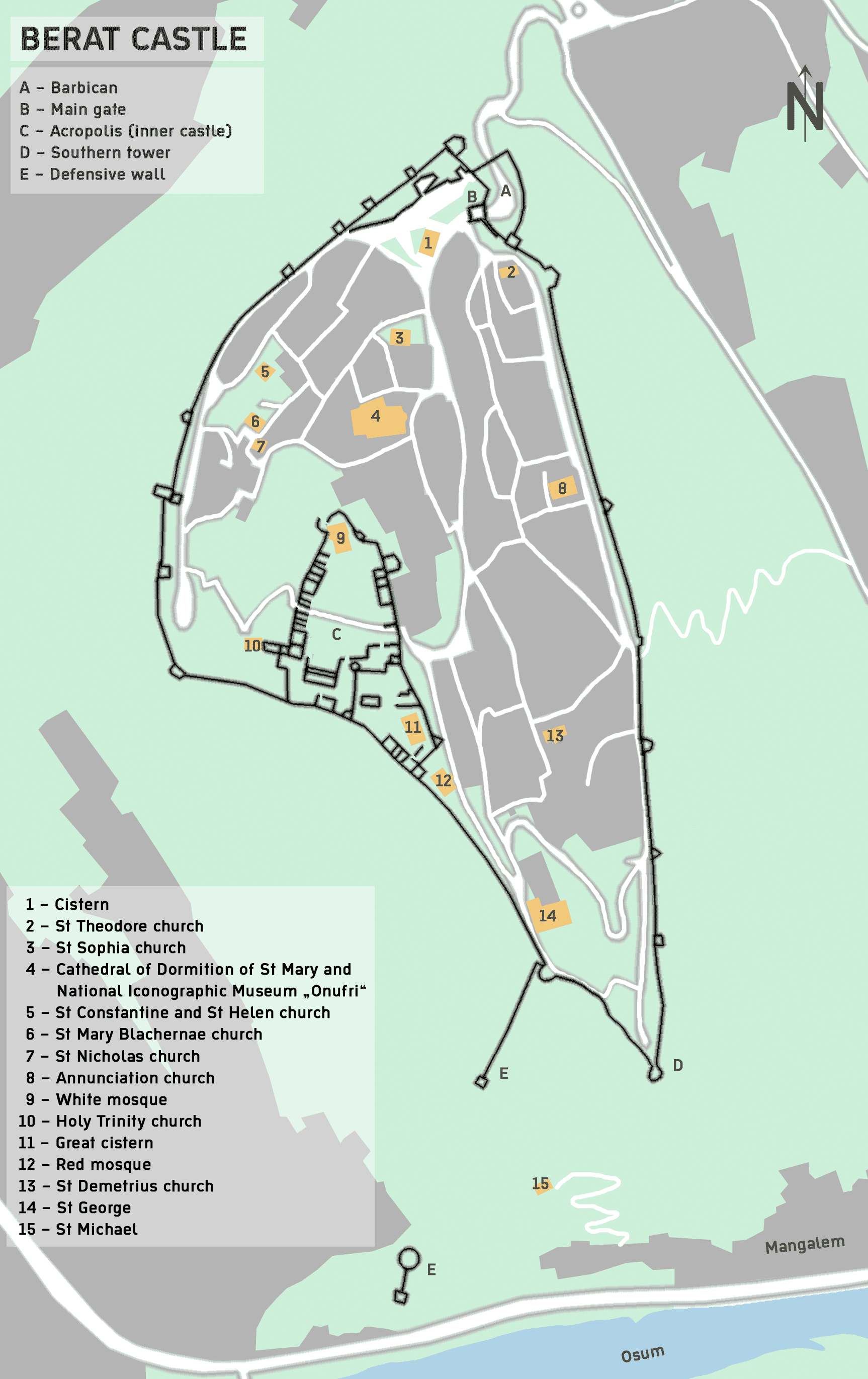
Plan górnego miasta i zamku
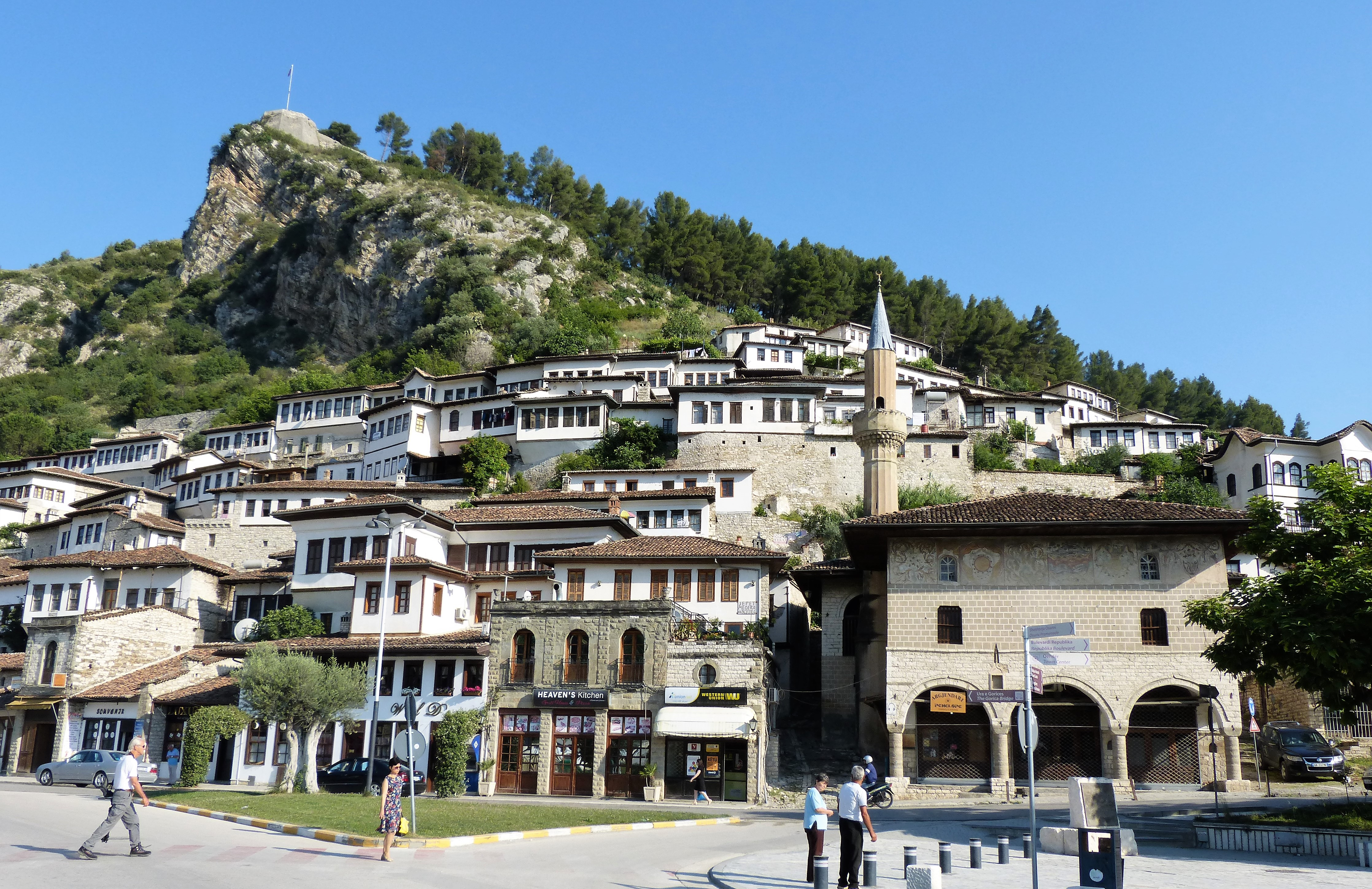
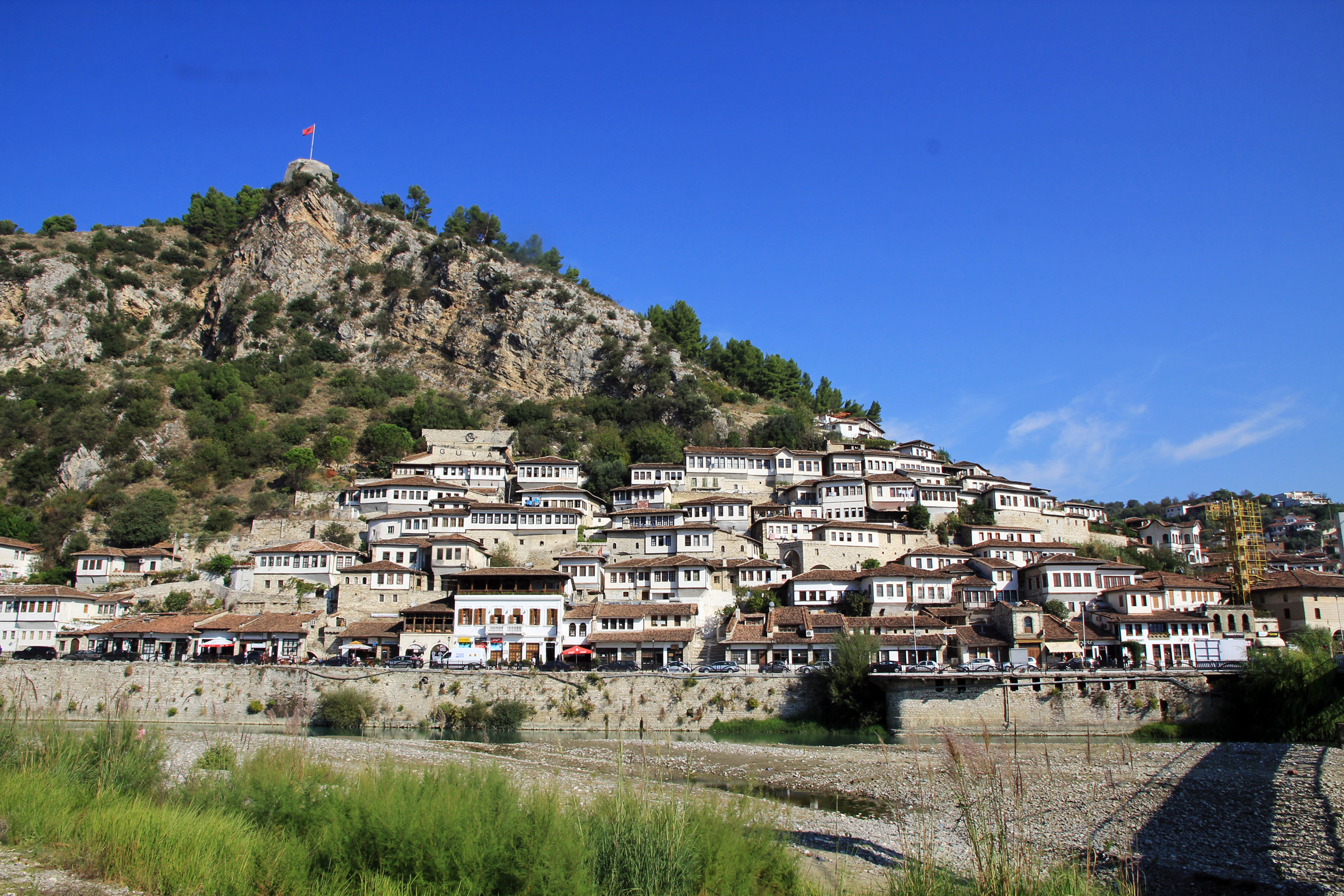
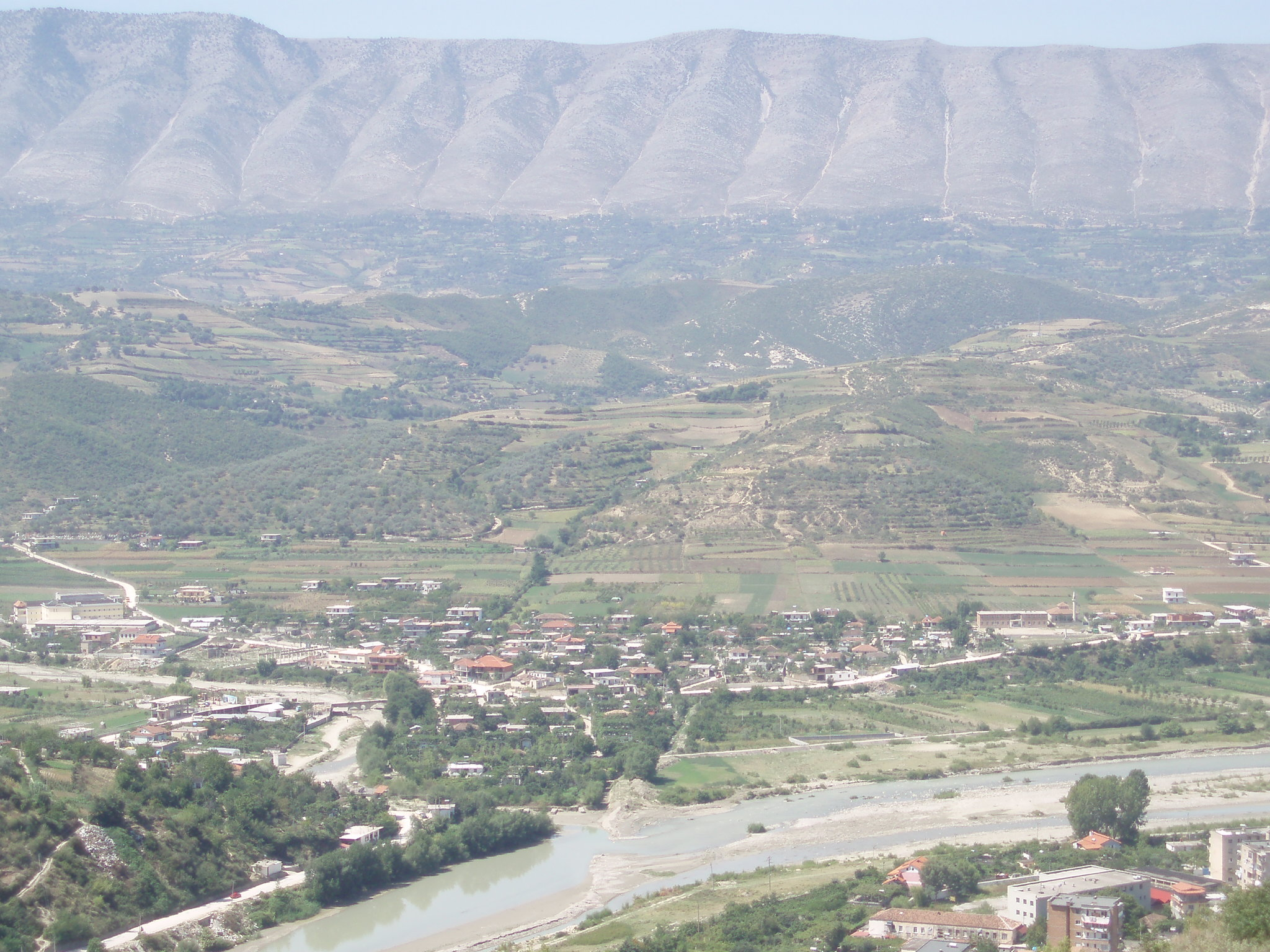
Widok z zamku
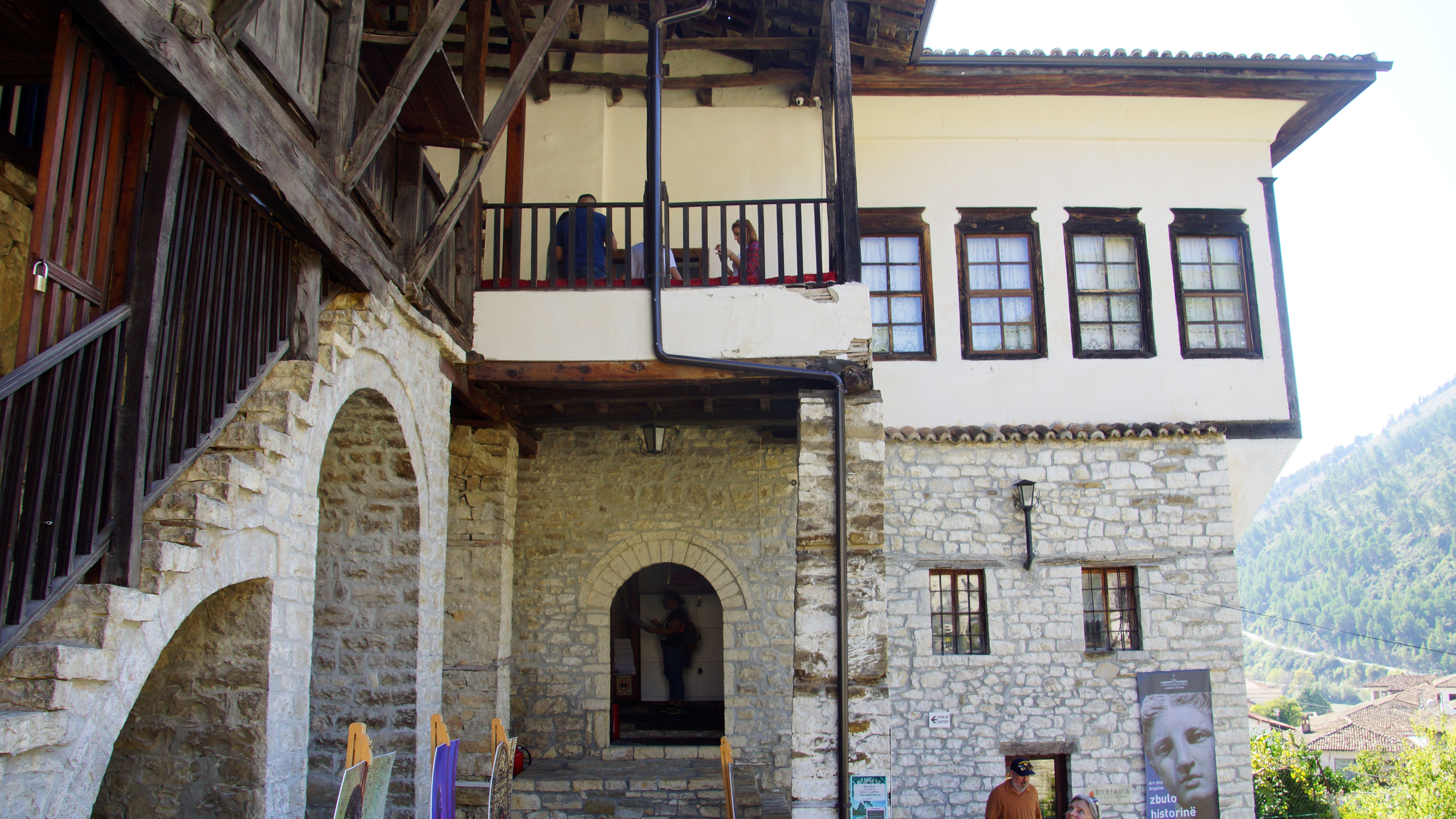

## Współpraca

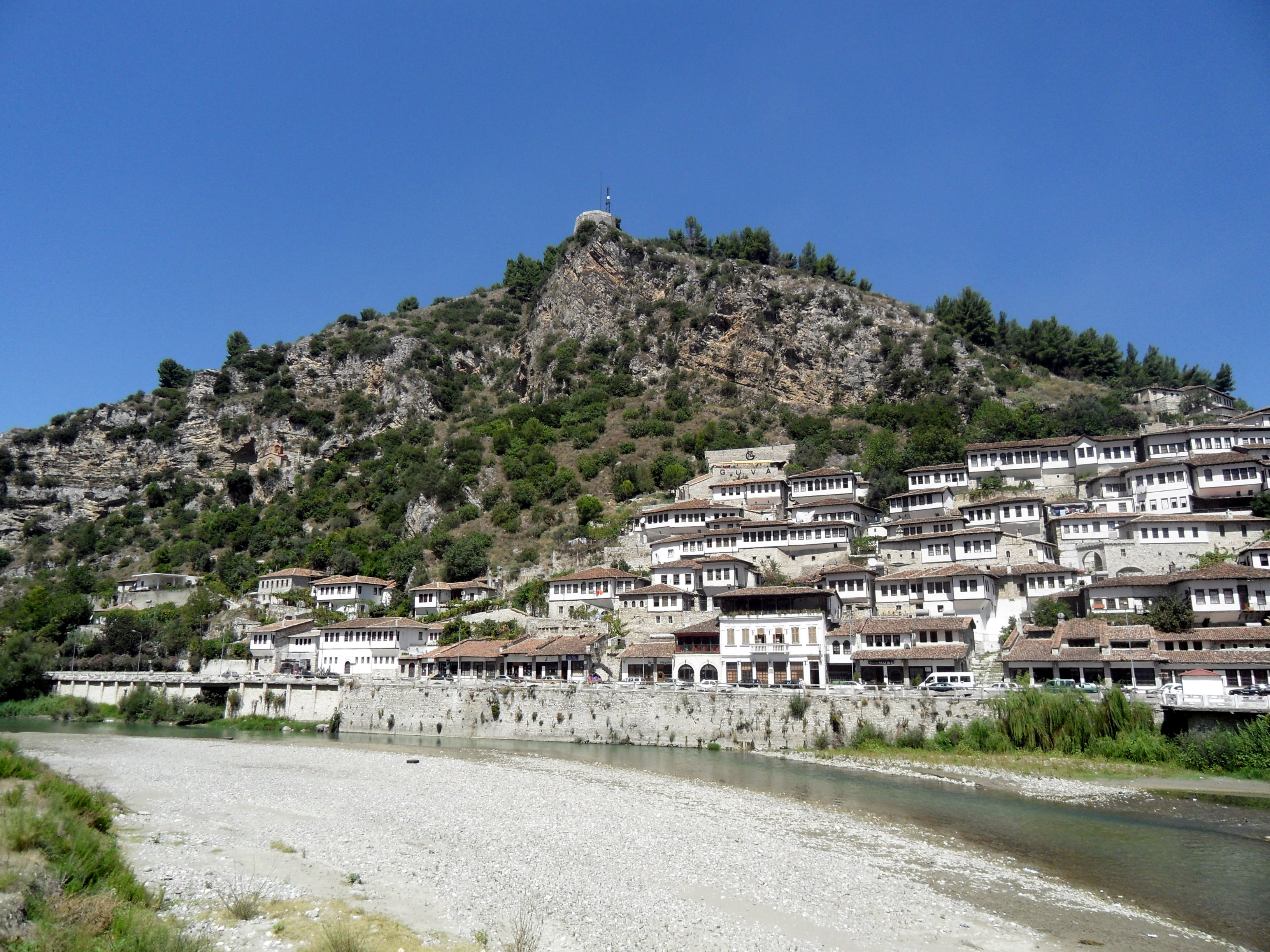
Cytadela w Beracie widziana znad rzeki Osum

- Łowecz
- Ploeszti
- Karmiel